# SAS broie du noir
SAS broie du noir est le 7e roman de la série SAS, écrit par Gérard de Villiers. Publié en 1967 chez Plon / Presses de la Cité, il a été, comme tous les SAS parus au cours des années 1960, édité à 50 000 exemplaires.

## Relations avec l'actualité
L'action se déroule au Burundi au printemps 1967, quelques mois après la déposition du roi du Burundi Ntare V après un coup d'État de son premier ministre Michel Micombero, qui proclame l'abolition de la monarchie. Il y avait eu aussi, deux ans, auparavant, le coup d'État de 1965 au Burundi.
L'auteur aborde à plusieurs reprises les conflits ethniques entre Hutus et Tutsis, qui se vouent mutuellement une haine farouche.
L'auteur Gérard de Villiers fera retourner Malko Linge dans la région des Grands lacs trente-trois ans après dans Enquête sur un génocide (2000), 140e roman de la série SAS.

## Personnages principaux
- Malko Linge : héros du roman, Autrichien, agent contractuel de la CIA.
- Allan Pap
- Michel Couderc
- Simon Bukoko
- Basun Nicoro
- Aristote Polidis (« Ari-le-tueur »).
- Jill
- Brigitte Vandamme
- Ann Whipcord

## Résumé

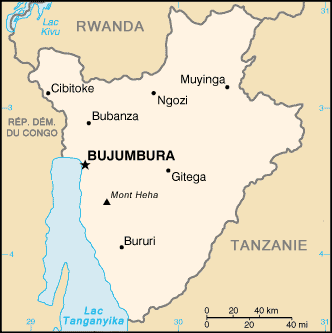
Carte du Burundi.

### Début du roman
Les États-Unis ont envoyé dans l'espace un engin spatial habité destiné à une mission d'espionnage. Or à la suite d'une erreur de calcul, l'engin s'est écrasé au sud-Burundi, près du lac Tanganyika, à 150 km de Bujumbura. Le Burundi, devenu indépendant en 1962, n'entretient aucun lien diplomatique avec les États-Unis, qui d'ailleurs ne veulent pas alerter l'opinion mondiale de la perte de leur engin spatial. C'est pourquoi la CIA envoie Malko Linge avec une double mission : récupérer les astronautes s'ils sont encore vivants, et détruire les appareils d'espionnage et les enregistrements effectués. Dès le premier chapitre, Malko manque d'être assassiné à l'intérieur d'un DC-6 par un tueur qui a été engagé à cet effet : Malko n'a la vie sauve que parce qu'il s'est absenté quelques minutes et que quelqu'un de ressemblant s'est assis à sa place. Une fois débarqué sur le sol africain, le résident local de la CIA, Allan Pap, sous l'égide de Paul Walton chargé de la zone « Afrique noire » à la CIA, fait virer au nom de Malko une somme de 40 000 dollars pour qu'il ait une « couverture » de négociant en diamants, et lui conseille de prendre contact à Bujumbura avec un Blanc nommé Michel Couderc (chapitres 1 à 3).

### Aventures
C'est ce que fait Malko, qui passe un accord avec Couderc : celui-ci le guidera à travers brousse et forêts jusqu'au lieu supposé du crash, au sein du territoire Mossos. Très rapidement, le chef de la police burundienne, Basun Nicoro, est informé de l'arrivée de Malko, et fait enlever Michel Couderc : sous la menace de torture, il lui ordonne de le renseigner sur les activités de Malko. Pendant ce temps, Malko rencontre une jeune femme, Jill, qui vient de la part de Couderc. Il s'agit d'un piège : après une relation sexuelle avec Jill, alors qu'il est sous la douche, Malko est fait prisonnier par Aristote Polidis (« Ari-le-tueur »), un grec qui dirige une grande partie de l'exportation de diamants du Burundi. Malko parvient à s'échapper. Dès le lendemain, à la suite d'une soirée dans un nightclub local, Malko est néanmoins de nouveau pris par Aristote, qui le fait enfermer dans une sorte de petit zoo clos, dans lequel il fait entrer sa panthère. Malko n'est pas dévoré par le fauve grâce à l'intervention in extremis de Jill, qui meurt dans l'opération d'évasion (chapitres 4 à 8).
Malko et Michel Couderc quittent Bujumbura en voiture. Ils sont arrêtés par une patrouille, qui découvre dans le coffre une tête d'homme. Malko et Couderc sont envoyés en prison, victimes évidemment d'un coup monté dont l'organisateur est Basun Nicoro. L'avocat de Malko, Patrice Mobutu, l'informe que s'il verse 40 000 dollars, il pourra être mis en liberté provisoire sous caution dans l'attente de son procès. Malko est libéré (chapitres 9 et 10).
Cependant, à la suite d'une intervention directe d'Ari-le-tueur, Malko est réécroué. Le procès a lieu dès le lendemain, et Malko, aux termes d'un procès inique, est condamné à mort (il doit être fusillé). La sentence doit avoir lieu le jour d'après (chapitre 11). Or une femme belge, Brigitte Vandamme, est tombée amoureuse de Malko. Elle fait diffuser sur Radio Bujumbura la musique Jésus, que ma joie demeure à 6 h 00, indiquant à des rebelles situés près de la frontière que le coup d'État qui doit rétablir la royauté doit se dérouler dès aujourd'hui. Son objectif est d'obliger le capitaine Nbo à envoyer ses hommes (une centaine de parachutistes) pour prendre d'assaut la capitale. Profitant de la pagaille, Malko et Michel sont libérés. La rébellion, fondée sur la croyance erronée en un coup d'État fictif, est vite matée par les troupes loyalistes. Malko et Michel foncent avec un 4X4 à travers la brousse et la forêt. Ils rencontrent une jeune femme de 25 ans, Ann Whipcord, qui les aide pour la nuit. Ann, femme de caractère, habite avec son père depuis l'époque coloniale sur ses terres au Burundi. Malko a une relation sexuelle avec elle. Michel Couderc retourne à Bujumbura, et dans un état de folie meurtrière, tue successivement Nicoro et Aristote Polidis, se vengeant brutalement de ses humiliations passées ; il se fait tuer durant le carnage (chapitres 12 à 15).

### Fin du roman
Ann emmène Malko, au cours d'un long périple, sur le lieu où l'engin spatial s'est écrasé. Les deux Américains ont été tués sur le coup, et... mangés par les membres d'une tribu cannibale. L'engin spatial git désormais au fond du lac Tanganyika. Ann et Malko se dirigent à travers la jungle vers Bukavu, utilisant des routes défoncées. Ils arrivent à la frontière du Congo (futur Zaïre, puis République démocratique du Congo). Malko quitte Ann, pour qui il commençait à éprouver des sentiments. Un avion arrive, Malko monte à son bord et retourne à Nairobi (chapitres 16 à 18).

## Autour du roman
- Le président « Simon Bukoko » est le nom fictif du chef d'État en fonction. Historiquement, le président alors en fonction était un extrémiste tutsi, Michel Micombero.
- Les réflexions des personnages font apparaître le Burundi et ses habitants sous un jour très critique et négatif, à tel point que SAS broie du noir fait partie des titres ayant plus tard valu à l'auteur diverses accusations de racisme. Voici quelques exemples :
  - « Je vous dis que c'est un monde de dingues. N'importe quoi peut arriver. Les types qui ont pris le pouvoir sont à moitié analphabètes, grisés de leur puissance et totalement incapables. Comme, en plus, le pays est divisé en deux tribus : les Tutsis et les Hutus qui se haïssent, la pagaille est à son comble. Si tout se passe bien, ils seront retournés au Moyen Âge d'ici une dizaine d'années. » (chapitre II, p. 32 édition de 1967).
  - « Avec ces gars-là, on ne sait jamais où se termine l'amitié et où commence l'appétit » (évocation du cannibalisme - chapitre II, p. 39 édition de 1967).
  - « Derrière lui, un de ses compagnons de voyage, rougeaud et suant, murmura : "Les Nègres ont trois passions, les mouchoirs, les chaussettes et l'Indépendance. » (chapitre IV, p. 48 édition de 1967).
  - « Je ne voudrais pas que ces sauvages changent d'avis. » (chapitre X, p. 146 édition de 1967).
  - « Ces nègres-là, monsieur, ce sont des sauvages. » (chapitre XVIII, p. 252 édition de 1967, dernière phrase du livre, prononcée par un Noir kényan).
- Malko sera de nouveau condamné à mort par un tribunal dans Les Pendus de Bagdad (SAS no 14 - 1969).

## Malko en Afrique noire
Le roman s'inscrit dans les aventures de Malko en Afrique noire :
- Zaïre adieu - 1997.
- Enquête sur un génocide - 2000.